# 8852 Buxus
A 8852 Buxus (ideiglenes jelöléssel 1991 GG6) a Naprendszer kisbolygóövében található aszteroida. Eric Walter Elst fedezte fel 1991. április 8-án.